# Жилберту (футболист)
Дейви Мигел Виейра или Жилберту (на португалски: Deivi Miguel Vieira; Gilberto) е анголски и футболист, играещ като нападател за анголския Петро Атлетико и националния отбор на Ангола. Участник в Купата на африканските нации 2023, където вкарва третия гол за отбора си срещу Мавритания за победата с 3:2.

## Успехи
Петро Атлетико (Луанда)
- Жирабола
  -  Шампион на Ангола (1): 2022/23
- Купа на Ангола
  -  Носител (1): 2022/23